# Brugmann Mountains
Brugmann Mountains är ett berg i Antarktis. Det ligger i Västantarktis. Argentina, Chile och Storbritannien gör anspråk på området. Toppen på Brugmann Mountains är 850 meter över havet.
Terrängen runt Brugmann Mountains är kuperad. Trakten är obefolkad. Det finns inga samhällen i närheten. 